# Asciodes gordialis
Asciodes gordialis là một loài bướm đêm trong họ Crambidae.